# 锡里耶尔
锡里耶尔（法語：Cirières，法語發音：[siʁjɛʁ]）是法国德塞夫勒省的一个市镇，属于布雷叙尔区。

## 地理
锡里耶尔（46°50'13"N, 0°37'16"W）面积16.83 平方千米，位于法国新阿基坦大区德塞夫勒省，该省份为法国西部内陆省份，北起曼恩-卢瓦尔省，西接旺代省，南至夏朗德省和滨海夏朗德省，东临维埃纳省。
与锡里耶尔接壤的市镇（或旧市镇、城区）包括：布雷敘爾、瑟里宰、塞夫尔河畔拉福雷、勒潘。

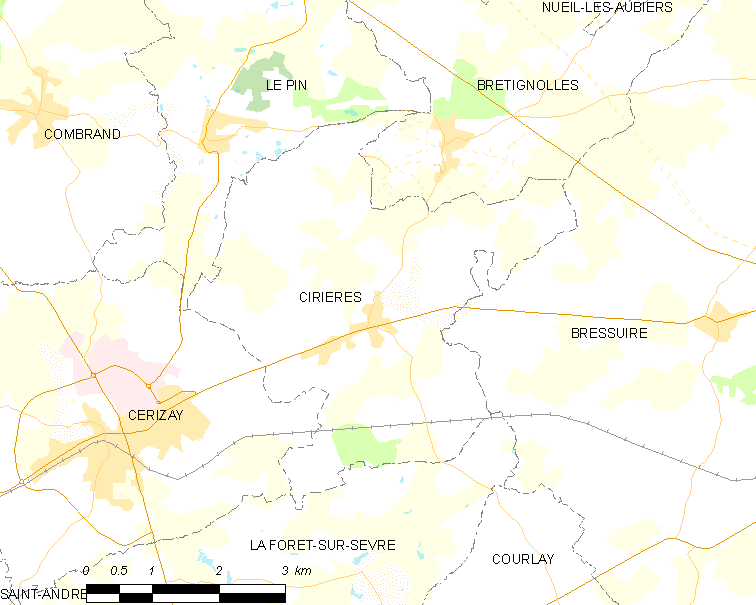
锡里耶尔的OSM定位图

锡里耶尔的时区为UTC+01:00、UTC+02:00（夏令时）。

## 行政
锡里耶尔的邮政编码为79140，INSEE市镇编码为79091。

## 政治
锡里耶尔所属的省级选区为瑟里宰县。

## 人口

1962-2008年间锡里耶尔人口变化图示

锡里耶尔于2022年1月1日时的人口数量为949人。